# 李廷鎮
李廷鎮（韓語：이정진，1978年5月25日—），韓國男演員。1997年作為MODELLINE公司簽約模特入行，在2012年加入JYP娛樂，於2015年12月結束合約後不再續約，並在相隔約4個月後創立個人經紀公司Enter Station繼續演藝活動。

## 个人生活
平日熱愛攝影，開過個人攝影作品展。曾公開認愛女團9MUSE前成員E U Erine，但於2019年1月8日報導已分手，結束這段自2017年開始、2年未滿的戀情。

## 演出作品

### 電視劇
- 1998年：ITV《3天的愛》
- 1999年：SBS《順風婦產科》
- 1999年：KBS《愛我好不好》
- 1999年：KBS《天定情緣》
- 2000年：KBS《怎麼樣的好事》
- 2000年：KBS《更美麗的她》
- 2002年：SBS《壞女孩們》
- 2002年：MBC《戀人們》
- 2002年：MBC《三劍客》
- 2002年：KBS《家族娛樂館》
- 2004年：KBS《四月之吻》飾演 韓正友
- 2005年：SBS《愛在哈佛》飾演 洪政民
- 2007年：MBC《9回末2出局》飾演 卞炯泰
- 2008年：MBC《愛你，別哭》飾演 韓永民
- 2010年：KBS《逃亡者Plan.B》飾演 道秀
- 2013年：MBC《百年的遺產》飾演 李世允
- 2013年：tvN《籃球》（客串）
- 2014年：SBS《誘惑》飾演 姜民宇
- 2015年：浙江衛視《如果愛可以重來》飾演 任志翔
- 2016年：JTBC《玉氏南政基》飾演 張時煥（特別出演）
- 2016年：tvN《THE K2》飾演 崔盛元
- 2017年：tvN《她愛上了我的謊》飾演 崔真赫
- 2020年：SBS《The King：永遠的君主》飾演 李霖
- 2023年：Channel A《假面的女王》飾演 宋載赫
- 2025年：TVBS歡樂台《整形過後》飾演
- 2025年：Why Not Media《許食堂》飾演 秘書長

### 電影
- 2002年：《Bet on my disco》
- 2004年：《墨竹街頭烈士》
- 2005年：《麻婆島》飾 載哲
- 2005年：《藉著雨點說愛你》
- 2009年：《麻煩終結者》
- 2010年：《不能回頭》
- 2012年：《完美廣播》飾 李在赫
- 2012年：《聖殤》飾 李崗道
- 2016年：《Trick》飾 李錫鎮
- 2016年：《對決》飾 崔康浩
- 2016年：《銀河》飾演 瑞敘
- 2017年：《我們的天國》

### 綜藝節目
- 2017-2018年：MBC《시골경찰》（乡村警察第二季、第三季）
- 2018年：JYP PICTURES官方Youtube頻道《四方旅行：新加坡篇》（共同演出：攝影師裴智煥、柳承秀、Eluphant、E U Erine、姜勛）

## 獲獎
- 2012年：玉等文化勳章 四等星（聖殤）
- 2012年：韓國電影演員協會－功勞賞（聖殤）
- 2013年：第6屆韓國電視劇賞－男子最優秀獎（百年的遺產）
- 2013年：MBC演技大賞－連續劇 最優秀男子演技賞（百年的遺產）

## 外部連結
- 前經紀公司Enter Station個人頁面
- 李廷鎮的Instagram帳戶
- 李廷鎮在NAVER上的资料
- 李廷鎮在韩国电影数据库（KMDb）上的資料（韓語）
- 李廷鎮在互联网电影资料库（IMDb）上的資料（英文）